# Jean-François Portaels

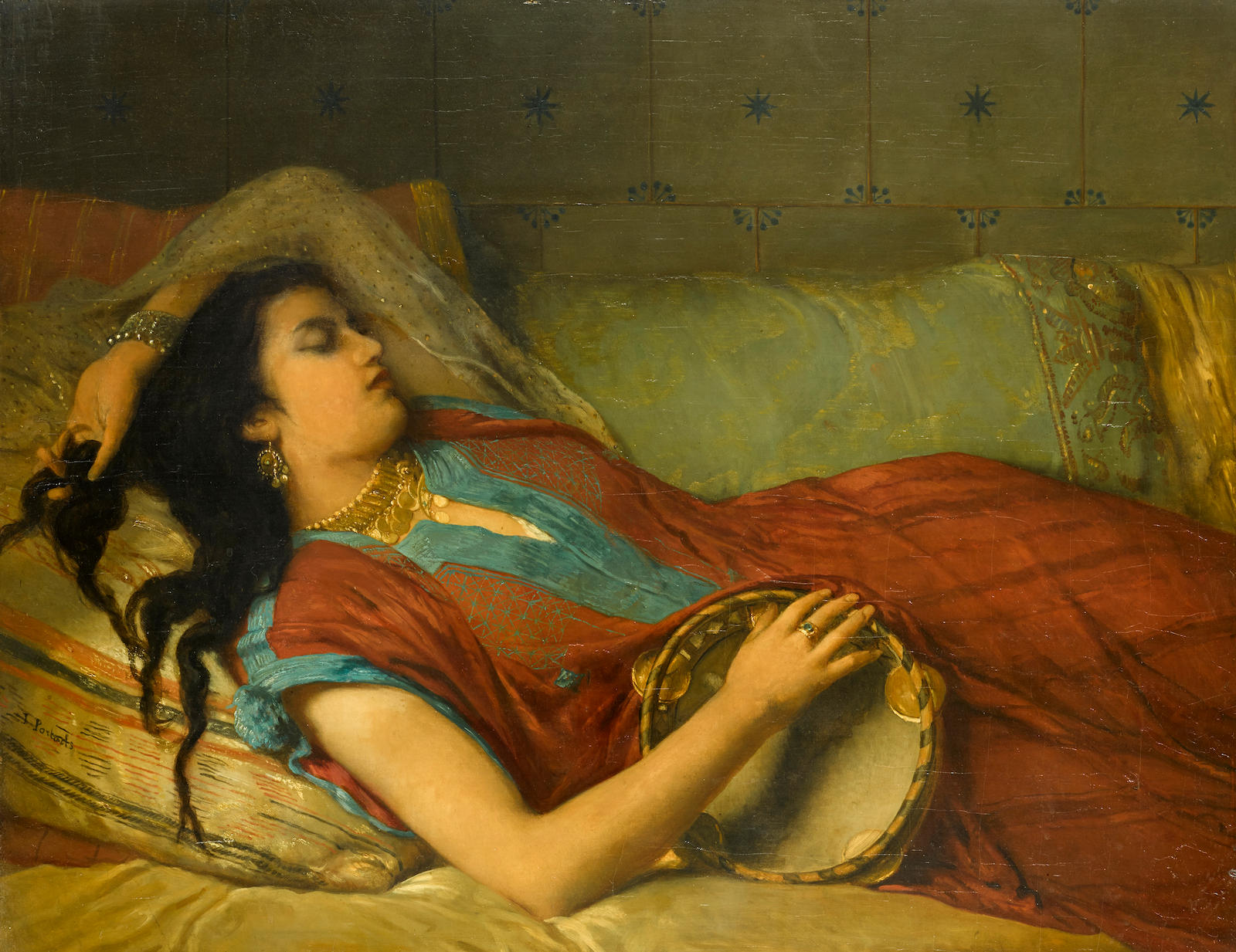
Tamburin spelare

Jean-François Portaels, född den 3 april 1818 i Vilvorde i Brabant, död den 8 februari 1895 i Schaerbeek, var en belgisk målare.
Portaels var lärjunge till Navez i Bryssel och till Delaroche i Paris. Sedan han fått romerska priset 1842 studerade han i Rom samt reste i Orienten, Spanien och Ungern. Efter sin hemkomst blev han 1846 direktör för akademien i Gent. År 1878 blev han akademiens i Bryssels chef. Hans bilder är klassiska, komponerade med smak, men kyliga. Till dem hör Flykten till Egypten, Liktåg i öknen, Lea och Rakel, Sions döttrar, De törstande i öknen (museet i Philadelphia). Sibylla ägs av Stockholms konstakademi, där Portaels var medlem från 1873. Till hans senare arbeten hör genren I operan i Budapest (Bryssels konstmuseum). Portaels var även porträttmålare.